# Brad Little (politico)
Bradley Jay Little, detto Brad (Emmett, 15 febbraio 1954), è un politico statunitense, governatore dell'Idaho dal 7 gennaio 2019 ed in precedenza vicegovernatore dello stesso stato dal 2009 al 2019. Ancor prima, Little ha servito come senatore statale dal 2001 al 2009.

## Biografia
Di discendenze scozzesi, Little nasce a Emmett, dove cresce nel ranch di famiglia. Lì si diploma alla Emmett High School, per poi frequentare l'Università dell'Idaho, dove consegue una laurea in agro-imprenditoria.
Dopo aver passato sette anni al senato dell'Idaho, nel 2009 viene nominato dal governatore dell'Idaho Butch Otter come suo vice. Nel 2018 si candida a governatore dell'Idaho dopo il ritiro di Otter e vince contro la democratica Paulette Jordan.